# Соловьёво (Приозерский район)
Соловьёво (до 1948 года Лохийоки, Инкисенранта, фин. Lohijoki, Inkisenranta) — посёлок в Громовском сельском поселении Приозерского района Ленинградской области.

## Название
Название деревни Лохийоки в переводе означает «Семужья река».
14 января 1948 года исполком Саккольского сельсовета на основании решения собрания работников леспромхоза Кексгольмского района принял решение о присвоении селениям Лохийоки, Инкисенранта, Уккола и Каппила наименования Соловьево. Название, предположительно, было образовано от фамилии погибшего воина.

## История

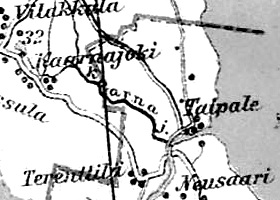
Земли современного посёлка Соловьёво на финской карте 1923 года

До 1939 года деревня Лохийоки входила в состав волости Саккола Выборгской губернии Финляндской республики.
С января 1940 года — в составе Карело-Финской ССР.
С 1 августа 1941 года по 31 июля 1944 года — финская оккупация.
С 1 ноября 1944 года деревня Лохийоки учитывалась в составе Саккольского сельсовета Кексгольмского района. В ходе укрупнения к деревне были присоединены соседние селения: Инкисенранта, Уккола и Каппила.
С 1 октября 1948 года — в составе Громовского сельсовета Приозерского района.
С 1 января 1949 года деревня Лохийоки стала учитываться как посёлок Соловьёво в составе Громовского сельсовета Приозерского района.
В 1958 году население посёлка составляло 154 человека.
С 1 февраля 1963 года — в составе Громовского сельсовета Выборгского района.
С 1 января 1965 года — вновь в составе Громовского сельсовета Приозерского района. 
По данным 1966, 1973 и 1990 годов посёлок Соловьёво входил в состав Громовского сельсовета.
В 1997 году в посёлке Соловьёво Громовской волости проживали 7 человек, в 2002 году — 11 человек (русские — 91 %).
В 2007 году в посёлке Соловьёво Громовского СП проживали 17 человек, в 2010 году — 2 человека.

## География
Посёлок расположен в юго-восточной части района на автодороге 41К-012 (Санкт-Петербург — Приозерск).
Расстояние до административного центра поселения — 28 км.
Расстояние до ближайшей железнодорожной станции Громово — 34 км.
Посёлок находится на берегу Ладожского озера в устье реки Бурная.

## Демография
| 2007 | 2010 | 2017 |
| ---- | ---- | ---- |
| 17   | ↘2   | ↗5   |

## Достопримечательности
- Улицкий редут, остаток черты укреплений, построенных при Петре I во время Северной войны для защиты Санкт-Петербурга от шведов, расположенный к северо-западу от посёлка
- Объекты обороны линии Карельский вал времён Второй мировой войны, расположенные близ посёлка[14]

## Улицы
Центральная.